# کریستیان لوبوتن
کریستیان لوبوتَن (Christian Louboutin) زادهٔ بور-دو-پئاژ در ۷ ژانویه ۱۹۶۴، طراح کیف و کفش فرانسوی است.

## سال‌های آغازین زندگی
لوبوتَن در بور-دو-پئاژ واقع در جنوب شرق فرانسه به دنیا آمد. پدر او یک کابینت‌ساز و مادرش یک خانه‌دار با اصالت بریتانیایی بود. او و همراه با والدین و سه خواهر خود در پاریس زندگی می‌کردند. او از دوران کودکی و نوجوانی همیشه علاقه به طراحی کفش‌های زیبای زنانه داشت. وی در حالی که تنها ۱۶ سال داشت از مدرسه اخراج شد. در سن ۱۸ سالگی به عنوان شاگرد نزد طراح معروف کفش، شارل جردن (Charles Jourdan) رفت.

## زندگی حرفه‌ای

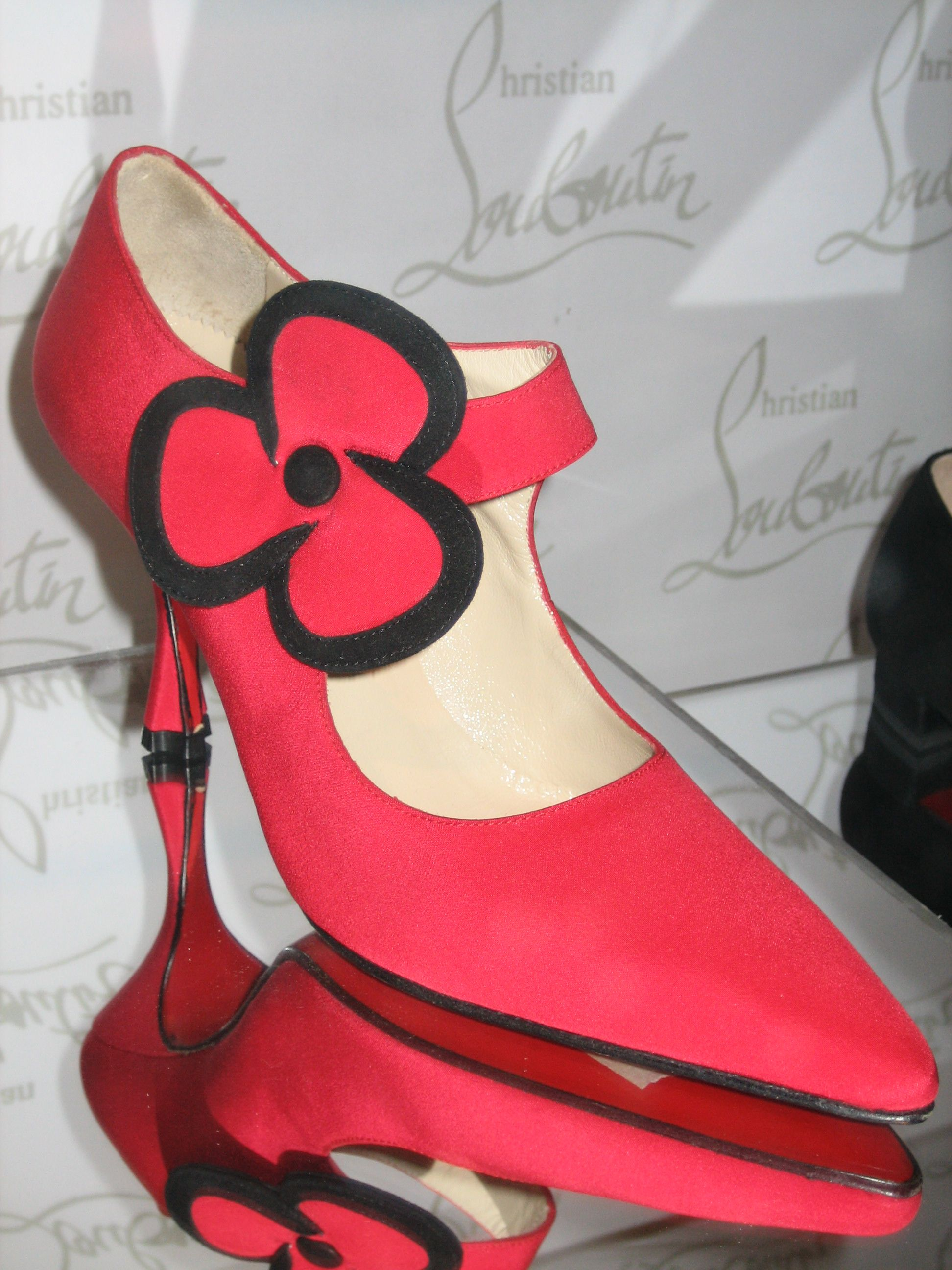
یک کفش طراحی شده توسط کریستیان لوبوتَن

لوبوتَن دوره نوجوانی و جوانی خود را با طراحی کفش گذراند و از تحصیلات آکادمیک خود چشم‌پوشی کرد. او شیفته فرهنگ جهانی بود به طوری که به مصر رفت و پس از آن یک سال را در هند گذراند. لوبوتن در سال ۱۹۸۱ به پاریس بازگشت و به جمع‌آوری نمونه طرح‌ها و عکس‌های متنوعی از کفش‌های پاشنه بلند پرداخت. لوبوتَن در اوایل دههٔ ۹۰ مستقل تر شد و برای خودش کار می‌کرد و سبک کفش‌های اسطوره ای خود را در همان دوران به جهان معرفی کرد. در سال ۲۰۰۳ کیف دستی زنانه و کفش‌های مردانه هم در سال ۲۰۱۱ به مجموعه طراحی‌های کریستیان لوبوتَن اضافه شدند.
لوبوتَن مشتری‌های مشهور بسیاری از قبیل:جنیفر لوپز، مدونا، نیکی میناژ و غیره داشته‌است.